# The Needles

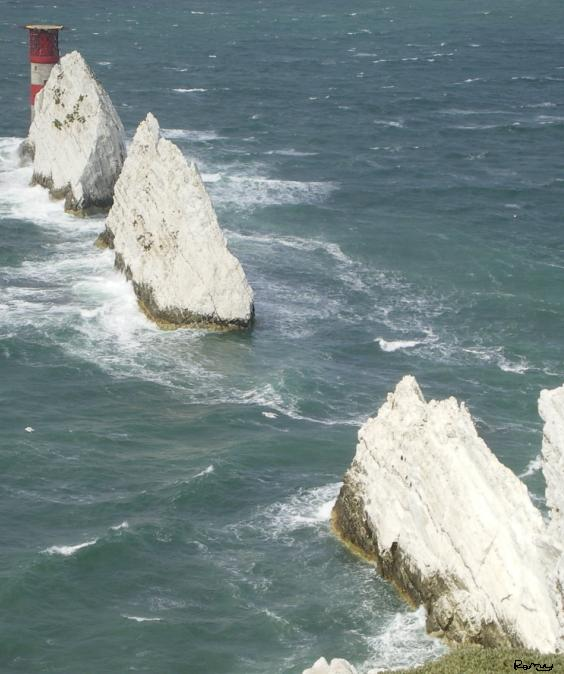
Gli Aghi visti dalla vicina torre di guardia, con il Faro all'estremità.

The Needles ("gli Aghi", in inglese) è una fila di tre faraglioni di calcare di tipo chalk che si elevano sul mare all'estremità occidentale dell'Isola di Wight, in Inghilterra. All'estremità più lontana dalla costa si erge un faro, costruito da Trinity House nel 1859, ed automatizzato nel 1994.
La formazione prende il suo nome da un quarto faraglione, chiamato "La moglie di Lot", per l'appunto a forma d'ago, crollato durante una tempesta nel 1764. Appare evidente che le altre rocce non condividano la caratteristica forma, ma il nome del complesso è rimasto.
Gli Aghi sono comparsi in un programma TV del 2005, "Sette Meraviglie della Natura", come una delle meraviglie dell'Inghilterra meridionale.

## Turismo
Il Needles Pleasure Park, situato sulla vicina altura è un piccolo parco divertimenti, la cui principale attrazione è la funivia che lo collega alla vicina Baia di Alum. Quest'ultima trae molto dal turismo: i tour navali che offrono visuali uniche degli Aghi sono molto popolari, ed il complesso stesso è ormai diventato un vero e proprio simbolo dell'Isola di Wight, essendo presente in molti dei souvenir dell'isola.
Altri punti focali del turismo della zona includono le fortificazioni della vicina torre di guardia, la stazione sperimentale di test missilistici e i quattro cottages appartenuti alla Guardia Costiera ed ora gestiti dal National Trust come case-vacanza.

## Impieghi militari
Gli Aghi sono stati per lungo tempo, dagli Anni Sessanta del XIX secolo fino al 1954, sede di unità fisse di artiglieria, che successivamente furono abbandonate.

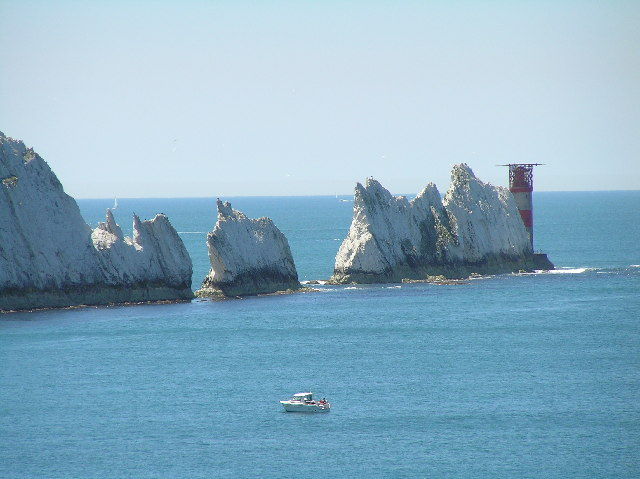
Le pile note come "The Needels" e il Faro di Needles

Un sito vicino fu usato nel programma britannico di test per missili balistici intercontinentali, in particolare per i progetti Black Knight ("Cavaliere Nero") e Black Arrow ("Freccia Nera") nel periodo 1956-1971. Durante l'apice della sua attività, nei primi anni sessanta, il complesso contava più di 240 dipendenti; i missili testati sul luogo portarono successivamente in orbita il satellite Prospero X-3. Il luogo è al giorno d'oggi gestito dal National Trust ed è aperto al pubblico; gli edifici in cemento rimangono, ma quelli meno stabili sono stati abbattuti o scomparsi sotto l'azione degli elementi.
Nel 1982, il Principe Carlo d'Inghilterra inaugurò ufficialmente le strutture restaurate della Vecchia Artiglieria. Le sezioni sotterranee della stazione di test missilistici sono tuttora in rinnovamento; la prima fase di tale operazione di adeguamento è terminata nel 2004.